# Paul Czakon
Paul Czakon (Neider-Heiduk, Imperi Alemany, 14 de juliol de 1897 - Salzgitter, Alemanya Occidental, 1952), fou un anarquista alemany. Conegut també amb el pseudònim de «Máximo Mas».

## Biografia
Nascut el 14 de juliol de 1897 a Neider-Heiduk, miner i mecànic de professió, va ser membre del Sindicat Lliure de Treballadors d'Alemanya. El 1921 va ser elegit secretari de l'organització a Bytom a l'Alta Silèsia. El 1930 va ser un dels fundadors a la regió dels grups de resistència contra els nacionalsocialisme Schwarzen Scharen («Corbs Negres»). Perseguit per la policia per la seva militància, i acusat d'alta traïció i possessió d'explosius, va fugir del país el maig de 1932, establint-se a la República Espanyola.
Czakon, que llavors es feia dir «Máximo Mas», s'uní a les milícies anarquistes de la Columna Terra i Llibertat durant la Guerra Civil. En el front ocuparia el càrrec de comandant d'artilleria del Batalló Sacco i Vanzetti. Amb la caiguda de la república va creuar el Pirineu, on després d'estar internat al camp de concentració de Gurs, s'uniria a la Resistència després de la invasió alemanya.
Va morir a Salzgitter l'any 1952.